# Der menschliche Faktor (2021)
Der menschliche Faktor (internationaler englischsprachiger Titel Human Factors) ist ein Filmdrama von Ronny Trocker, das Ende Januar 2021 beim Sundance Film Festival seine Premiere feierte und im Juni 2021 bei den Internationalen Filmfestspielen Berlin erstmals in Deutschland gezeigt wurde und am 30. Juni 2022 in die deutschen Kinos kam.

## Handlung
Jan, Nina und ihre beiden Kinder sind eine junge, moderne und wohlhabende europäische Vorzeigefamilie. Jan und Nina sind mit ihrer eigenen Agentur in der Politikberatung tätig, doch als Nina die populistische Strategie der Partei, die sie bei ihrer Kampagne beraten, missfällt, kann Jan die Einstellung seiner Frau nicht nachvollziehen. Um ihre Ehe zu retten, schlägt Jan vor, ein Familienwochenende in ihrem Ferienhaus an der belgischen Küste zu verbringen. Kurz nach ihrer Ankunft, als Jan gerade beim Einkaufen ist, bemerken sie, dass Menschen in dem Haus sind, die sogleich fliehen.
Nachdem die Sache ein glückliches Ende nimmt, legt sich die Aufregung schnell und scheint das Paar sogar wieder einander näher zu bringen. Bald jedoch stellt sich heraus, dass jedes Familienmitglied die Geschehnisse unterschiedlich wahrgenommen hat. So behauptet der achtjährige Sohn Max, der Vater habe sich während des Vorfalls versteckt. Ninas Aussage gegenüber der Polizei lässt Zweifel aufkommen, ob es diesen Einbruch überhaupt gab. Die gerade noch gefundene Harmonie innerhalb der Familie wird auf eine harte Probe gestellt, und es kommt zu Spannungen und gegenseitigem Misstrauen. Aus der Sicht der Ratte Zorro sieht man tatsächlich das Eindringen von maskierten Jungs, die danach zu einer Party fliehen.

## Produktion

### Filmstab und Förderungen
Regie führte Ronny Trocker, der auch das Drehbuch schrieb. Es handelt sich nach Die Einsiedler aus dem Jahr 2016 um Trockers zweiten Spielfilm. Über den Filmtitel sagte Trocker, der „menschliche Faktor“ sei eine Größe, die die Zuverlässigkeit des Menschen in Frage stellt oder mögliche menschliche Fehler berücksichtigt. Temperamente, Ängste und Emotionen seien Teil davon und daher schien der Titel passend für die Geschichte. „Zudem ist er als eine Anspielung auf die einzige nichtmenschliche Perspektive zu verstehen, die im Film eine wichtige Rolle spielt“, so Trocker. Die Arbeiten am Film hätten mit der Infragestellung der Wahrnehmung in der heutigen Zeit, in einer Welt des massiven Medienkonsums und der sozialen Medien begonnen: „Ich wollte untersuchen, wie sich die Art und Weise, wie wir die Welt um uns herum wahrnehmen, verändert und Konzepte wie 'Realität' und 'Wahrheit' durcheinander gebracht werden. Außerdem wollte ich fragen, wie manipulierbar unser subjektiver Standpunkt geworden ist.“ Schließlich sei er auch daran interessiert gewesen, wie sich dieser massive Informationsfluss, dem wir täglich ausgesetzt sind, auf die Art und Weise auswirkt, wie wir in unseren privaten Beziehungen kommunizieren.

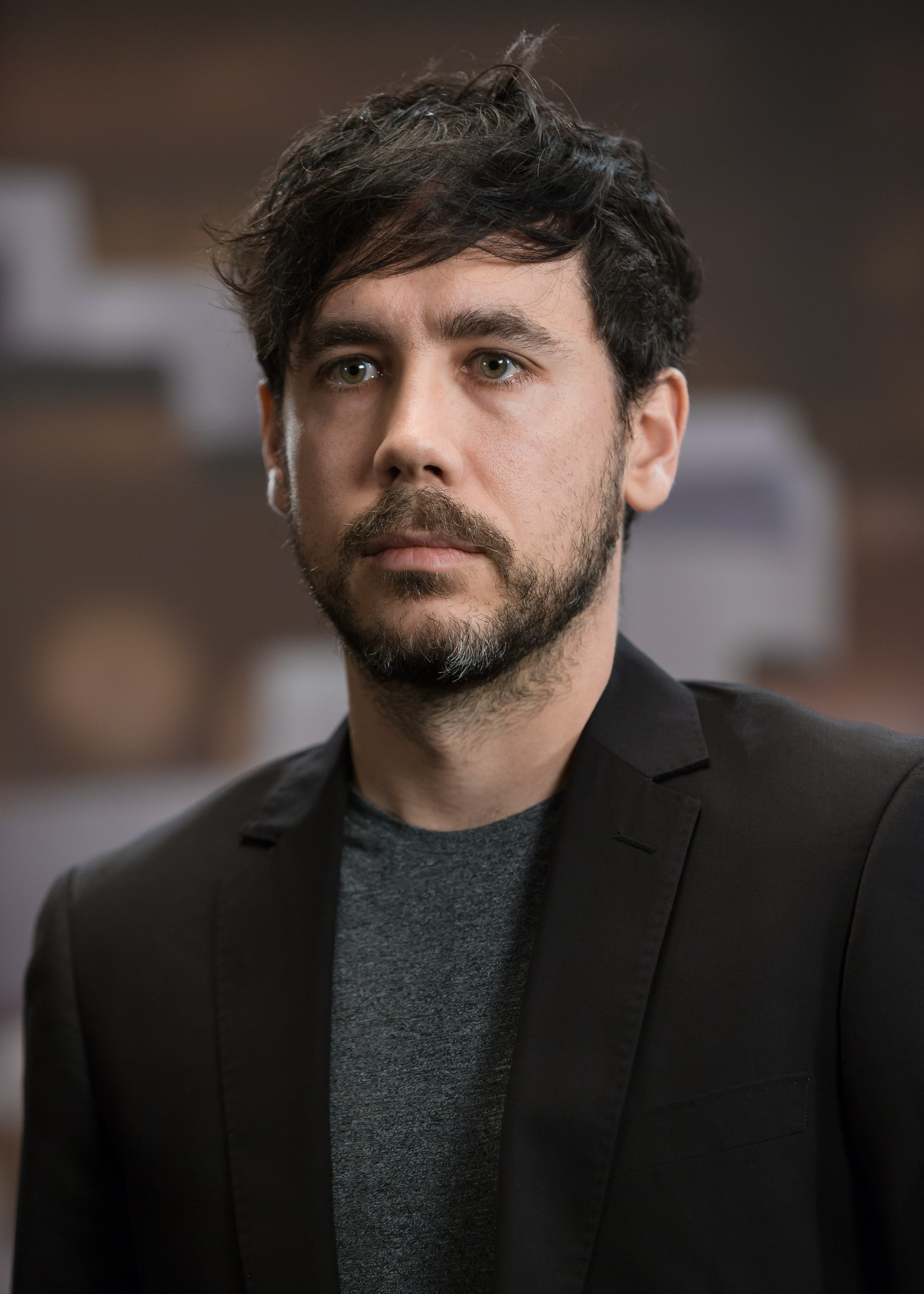
Der österreichische Kameramann Klemens Hufnagl

Die Produktion wurde von der Beauftragten der Bundesregierung für Kultur und Medien mit 500.000 Euro, vom Deutschen Filmförderfonds mit knapp 300.000 Euro, von der Filmförderung Hamburg Schleswig-Holstein in gleicher Höhe und vom Medienboard Berlin-Brandenburg mit 100.000 Euro gefördert.

### Besetzung und Dreharbeiten
Mark Waschke und Sabine Timoteo spielen Jan und Nina, Jule Hermann und Wanja Valentin Kube ihre beiden Kinder Emma und Max.
Die Dreharbeiten fanden von Anfang November bis Mitte Dezember 2019 in Hamburg und an der belgischen Küste in den Städten und Gemeinden Brügge, Koksijde, Blankenberge, De Panne und Middelkerke statt. Als Kameramann fungierte Klemens Hufnagl. Die Kamera war während der Produktion fast wie eine andere Figur konzipiert, wie „ein unsichtbarer Beobachter, der im Raum ist und dem Publikum einen privilegierten Einblick gewährt“, so Trocker. Die Kamerapositionen und -bewegungen wurden immer so verwendet, dass sie auch der menschlichen Position hätten entsprechen können: „Auf diese Weise wollten wir die Erfahrung der subjektiven Wahrnehmung der Charaktere verbessern. Die Kamera konzentriert sich hauptsächlich auf die Figur, aus deren Perspektive die Szene gerade erzählt wird, und so wie die Geschichte nicht alles erzählt, zeigt die Kamera auch nicht alles“ erklärte der Regisseur. Als Filmeditorin war wie bei Trockers Film Die Einsiedler Julia Drack tätig.

### Filmmusik und Veröffentlichung
Die Filmmusik komponierte Anders Dixen.
Eine erste Vorstellung erfolgte am 29. Januar 2021 beim Sundance Film Festival. Kurz zuvor wurde der erste Trailer präsentiert. Eine erste Vorstellung in Deutschland war im Juni 2021 im Rahmen der Internationalen Filmfestspiele Berlin in der Sektion Panorama. Dort waren ab 12. Juni 2021 Vorstellungen beim Summer Special geplant, das Open Air stattfand. Anfang November 2021 wurde er bei den Nordischen Filmtagen Lübeck gezeigt. Am 6. Mai 2022 kam der Film in ausgewählte US-Kinos. Der Kinostart in Deutschland war am 30. Juni 2022.

## Kritik
Jens Balkenborg bei Die Zeit wertet: „Das Politische ist privat in Der menschliche Faktor, doch Trockers Film ist, im Gegensatz zur erwähnten Partei, alles andere als populistisch. Vielmehr nötigt der Filmemacher sein Publikum, entgegen allen dramaturgischen Konventionen genau hinzuschauen, seine Vorstellungen zu revidieren und nicht auf einfache Antworten zu hoffen. Dieser kühle, intellektuelle, nicht gerade Empathie fördernde kinematografische Ansatz mag anstrengen, auch, weil es Trocker nicht gelingt, die innere Spannung über die gesamte Laufzeit aufrecht zu halten. Dennoch ist der Film in seiner Form konsequent und das Ensemble, allen voran die fantastische Sabine Timoteo, überzeugend.“
Die Kinozeitschrift Cinema urteilt, dass „die unterkühlten Bilder und die unübersichtliche Erzählweise [...] beim Zuschauer nur wenig Empathie für die Figuren“ wecken.

## Auszeichnungen
Der menschliche Faktor wurde Ende Februar 2022 in die Vorauswahl für den Deutschen Filmpreis aufgenommen. Im Folgenden eine Auswahl von Nominierungen.
Cleveland International Film Festival 2021
- Nominierung im International Narrative Competition[16]

Film Festival Bozen 2022
- Nominierung im Wettbewerb
- Nominierung für den Golden Walther Award[17]

Fünf Seen Filmfestival 2021
- Nominierung für den Publikumspreis (Ronny Trocker)[18]

Internationale Filmfestspiele Berlin 2021
- Nominierung für den Panorama Publikumspreis
- Nominierung für den Teddy Award[19]

Kinofest Lünen 2021
- Nominierung im Wettbewerb um die Lüdia[20]

Preis der deutschen Filmkritik 2022
- Nominierung als Bester Schauspieler (Mark Waschke)[21]

Sundance Film Festival 2021
- Nominierung für den Grand Jury Prize im World Cinema Dramatic Competition (Ronny Trocker)